# 首 (横溝正史)
『首』（くび）は、横溝正史の短編推理小説。「金田一耕助シリーズ」の一つ。1955年、『宝石』1955年（昭和30年）5月号（岩谷書店）に掲載された。雑誌『キング』1949年（昭和24年）7月増刊号に掲載された「悪霊」を原型としている。なお、『宝石』1955年（昭和30年）4月号の次号予告ページでは「悪霊の翼」とされていた。
角川文庫『首』（ISBN 978-4-04-130443-3）に収録されている。

## あらすじ
大阪のほうに事件があって思いのほか早く片付いた金田一は、ついでにと足をのばして岡山県警の磯川警部を訪ね、どこか静かなところで静養したいと相談した。そこで磯川が理想的な場所があるといって、うむをいわさず連れてきたのは、岡山県でも兵庫県にちかい県境の、ローカル線のどの駅からでもバスに乗って小一時間、さらにバスの停留所があるN町から峠を越えてこれまた小一時間は歩かねばならぬような、山の中の辺鄙な部落から少し離れたところにある「熊の湯」という湯治場であった。
そこは、約300年前に当時の名主・鎌田十右衛門が何者かに殺害され、それを契機として一揆が一斉に決起するという事件があった場所である。十右衛門は「名主の滝」の上にある土牢に押し込められていたが、番人が切り殺され、十右衛門は首と胴を切り離されて首は滝の途中に突き出た平たい岩（のちに「獄門岩」と呼ばれるようになる）の上に晒し首のように置かれ、胴は少し下手の「首なしの淵」に浮いていたという。騒ぎの責任を負う形で領主は国替えとなり、新しい領主の許しを得て十右衛門を国士（クニシン）様として神社に祭っており、土牢の跡も薬師を祭った「お籠り堂」になっていた。
そして1年前の10月25日、十右衛門の事件になぞらえるかのような殺人事件が発生した。猟に出た達夫は片山や伊豆と3人で3匹の犬を連れて「お籠り堂」で夜を明かしたが、朝になると達夫の姿が消えていた。残った2人は各々に猟に駆けずりまわって約束の時間に戻ってきたが、達夫の犬も銃もそのままなので、犬を連れ銃を持って朝9時ごろ帰ってきた。山で怪我でもしたかと人手を出して探したところ、正午前ごろに達夫の首が「獄門岩」に乗せられているのが発見され、胴体は「首なしの淵」に流れ着いていたのである。そのあと道子は気が変になり、3週間ほどのちに「首なしの淵」に身を投げて死んだ。
達夫の死因は心臓をひと突きに抉られたもので、凶器は発見されず、素人があまり切れない刃物で首を切ったらしかった。達夫は素行が悪く動機のある者も相当あったが、はっきりした証拠は出なかった。犯行時刻は夜中の2時か3時ごろで、ちょうどそのころ強い雨があり、達夫の姿を探すときに踏み荒らされたこともあって犯人の足跡は不明だった。片山や伊豆が酔って目を覚まさなかったというのは犬が吠えなかったということであり、誰か親しい人物が達夫を連れ出したことになる。しかし、それ以上のことは判らないままになってしまった。磯川はその現場へ金田一を連れてきたのである。
磯川と金田一が山里へ着くと、なにやらごったがえすような、だれもかれも浮き足立って活気あふれる感じであった。「熊の湯」に着いてみると、映画のロケーション隊で母屋の客室は塞がっており、2人は道子の居間だった部屋へ通された。
そのあと磯川に現場へ案内された金田一は、滝の右側の屏風岩のてっぺんにある赤松の大木の根元を登り始めた。そして、そこから「獄門岩」を見下ろすことができ、首を突き落とした可能性があることを指摘する。
宿に戻って風呂に案内された金田一は、カラスの行水を済ませて長湯の磯川を置いて一人で部屋へ戻ってきた。鼠が走るのを見た金田一は、床脇の上にかかっている額の裏にある穴を見つけ、その中から女の筆跡による書き置きの書き出し部分を見つける。
夕食後、磯川から詳しい経緯を聞かされた金田一は、夜明かしする場合通常なら野獣に襲われることを警戒して犬は放ち飼いにしておくものなのに、達夫の犬はつながれていたということに疑問を呈する。
映画撮影は長雨で遅れていたのが前々日から晴れて捗ったので、あらかた引き揚げて5人残ることになった。そのうち里村、内山、服部の3人は、1年前の事件の話を聞いて興味を持ち、「お籠り堂」で夜を明かした。そして、その近くで撮影する予定で香川と土井が朝になってから追っていったところ、里村の首が「獄門岩」で、胴体が「首なしの淵」で発見された。内山と服部は寝る前に酒を飲んだが、前後不覚に寝てしまい目覚めると頭が重く、睡眠薬を飲まされた可能性があるという。また、金田一は里村の靴の状態が自分で履いたにしては不自然であることに気付き、「お籠り堂」で寝たときは3人とも靴を履いていたことを内山と服部から聞き出す。
翌日の昼過ぎ、里村の解剖結果が判明した。23日夜12時前後に心臓のひと突きで即死、その直後に首が切断されていた。また、里村は多量の睡眠剤を飲んでおり、「お籠り堂」に残っていた3つのコップのうち2つだけからも睡眠剤が検出された。宿に残っていた香川と土井のアリバイを確認したところ、寝付けないといって12時過ぎまで幾代や菊と話込んでいたことが判明する。また、金田一たちが逗留している道子の居間だった部屋は母屋がたてこんだ場合に客室としてよく使っており、前月の終わりごろにロケハンに来た里村、土井、マネージャー・都築が泊まっていたことも判明する。
映画は残り場面が少なかったので、助監督・土井が中心になって撮影を続けていた。金田一と磯川はその現場へ向かい、「獄門岩」を見下ろせる場所へ登る赤松の根元にあった馬頭観音が無くなっていることを知る。ここは里村死体発見直後に金田一がその前日には無かった「田口」の名がある日本手ぬぐいを発見した場所でもある。この手ぬぐいは毎朝のように常習的に松茸を盗採している田口玄蔵のものであった。
撮影が終わって戻ってきた一行に出会った金田一が、土井に語りかけて真相を見抜いていることをほのめかすと、土井は滝に身を投げて自殺する。土井はスーツケースに遺書を残していた。殺害動機は土井の愛している女を里村が妊娠させ、堕胎薬を飲むことを勧めて死に至らせたことであり、熊の湯の時計を30分進めてアリバイを確保し「お籠り堂」へ行って里村を殺害したという。しかし、この遺書に書かれた犯行手順には偽りがあった。
こんどこそゆっくり静養しようと、さらに奥にある鶴温泉へ舞台をうつした金田一は、磯川に「職業的良心」を捨てて「人道的良心」で満足せねばならないと断ったうえで真相を説明する。田口玄蔵は松茸盗採で朝早くに現場を通っているはずだが騒ぎ立てなかった。それはそのときには生首が無かったからである。里村は内山と服部を睡眠剤で眠らせ、千代を口説くつもりで熊の湯へ戻ってきた。これは土井の教唆によるもので、里村の体内から睡眠剤が検出されるよう飲ませたうえで殺害した。そして、死体全体を「お籠り堂」付近へ運ぶのは困難なので、胴体は裏の渓流に流して「首なしの淵」へ流れつくようにし、首だけをフィルム缶へ入れ、翌朝になってから「獄門岩」へ運んだのである。フィルムはもう1つの缶に入れて馬頭観音のあたりに前もって隠し、首を運んだ缶は馬頭観音を入れて滝壷の中へ沈めた。
そしてこれは、鼠の穴に隠してあった道子の書置きを土井が見つけ、そこに書かれていた前年の事件の経緯に倣ったものであった。達夫は「お籠り堂」で片山と伊豆を眠らせて熊の湯へ来て道子を殺そうとしたが、はずみで自分が刺されてしまった。そこで、幾代が道子を庇うため、今回と同じように胴体は渓流に流し、達夫を捜索する人々に弁当を持って行く際に首だけを運んで「獄門岩」に置き、クニシン様の祟りに仕立てたのである。
土井は、幾代が道子を庇ったのは啓一が保護者を失わないためであることも解っていた。そこで、前年の幾代の犯行が明らかにならないよう、あえて真相を隠したのである。金田一のいう「職業的良心」を捨てるというのは、この真相を明らかにしないことであった。

## 登場人物
金田一耕助
私立探偵。
磯川常次郎
岡山県警警部。
筒井
N町の警部補。捜査主任。
井口
地元の巡査。
幾代
熊の湯のおかみ。先々代の妹、すなわち道子の叔母。いちど嫁したが早く死に別れ、兄嫁が亡くなったあと商売のほうを手伝うようになっていた。
道子
熊の湯先々代の娘。1年前、夫の死の3週間ほどのちに自殺。
達夫
熊の湯先代、すなわち道子の婿養子。1年前の事件の被害者。享年30。最寄のバス停があるN町の滝田家の次男。養子に入って3年くらい経ってN町へ羽根を伸ばすようになり、酌婦のひとりに引っかかって熊の湯の財産を食い荒らすようになっていた。
啓一
道子と達夫の息子。3歳か4歳くらい。
お菊
熊の湯の女中。
片山
達夫の猟仲間。N町の病院に勤める若い医者。
伊豆
達夫の猟仲間。村役場の書記。
沢崎
里村の死後、興奮状態の香川に処置をした年配の医者。
田口玄蔵
獄門岩が見えやすい間道をよく通る、松茸盗採常習者。
里村恭三
映画監督。女優を掘り出し育てるのに妙を得ているが、色好みでも有名。
内山進治郎
男優。5尺7寸の堂々たる体躯と彫りのふかい荒けずりな容貌が売り物で、声は深いひびきのあるバリトン。
香川千代
新人女優。
服部千吉
カメラマン。40歳くらいの痩せぎすの色の青黒い男。
土井新
助監督。色白のいかにもお坊ちゃんらしい美貌の好男子。

## 原型作品
原型作品である『悪霊』は『横溝正史探偵小説コレクション3 聖女の首』（出版芸術社 ISBN 978-4-88293-260-4）に収録されている。里村殺害は昭和13年10月、達夫殺害はその年の年始めという設定で、事件関係者の氏名や属性は改稿後とほぼ同じだが、純な土井がいじめられるのを幾代が不憫がって可愛がり、土井も甘えていたことになっている。約300年前に土牢に幽閉されたのは領主の腹違いの兄であり、領主の腹心が首と胴を切り離して滝の上から落としたところ首だけが獄門岩に引っかかったと伝承されている。
物語は戦後、熊の湯の宿泊客・井出に幾代が退屈しのぎという名目でアルバムを届け、そのあと客室を訪ねて事件のことを話すという形で進行する。井出の正体は事件のあと応召して風貌が変わった土井であり、幾代はそのことに気付いていた。幾代は事件が達夫の事件とそっくりであることから犯人が判っていたが、犯人がなぜ真相を知っていたか判らないという。それに対して土井は部屋の置時計から見つけた道子の遺書を示し、誰も幾代の犯行は知らないから長生きするよう言い残す。戦争で肉親を全て失った土井は里村を殺した場所で自殺するつもりで来ており、既に服毒していた。

## 改定増補版
2006年6月に発見され二松学舎大学が保管している所蔵品に、本作の切り抜きに加筆する形で作成された「改定増補版」が含まれており、2010年『横溝正史研究 3』（戎光祥出版 ISBN 978-4-86403-024-3）に収録後、2012年『横溝正史探偵小説コレクション5 消すな蝋燭』（出版芸術社 ISBN 978-4-88293-424-0）に収録されている。元の作品から約5割増しに相当する2万字以上の増量によって、作品世界の質感がより確かなものとなっている。
磯川が金田一に前年の事件をアルバムの写真で詳細に説明する形に変更され、淵の流れの構造も詳細に描写されている。また、里村の首が発見されたのが行方不明になった日の夕方、胴体の発見は翌朝に変更され、発見した地元住民の名や属性が設定されて、経緯や他の地元住民の反応などが詳細に描写されている。死体発見直後の映画関係者や熊の湯関係者からの聞き取りも詳細化されている。さらに、推理の論理に関わる細かい描写が追加され、磯川や熊の湯関係者の科白が自然な方言に修正され、食事内容の描写が詳細化されるなどの変更がある。なお、里村殺害後の地元住民の反応を描写する記述に「田尻村」という村名が出てくる。

## テレビドラマ

### 1984年版
『名探偵・金田一耕助シリーズ・獄門岩の首』は、TBS系列の2時間ドラマ「ザ・サスペンス」（毎週土曜日21時2分 - 22時53分）で1984年3月3日に放送された。
- 原作で明らかでない村の名を「合田村」、熊の湯の一家の苗字を「蓮池」とし、蓮池家は鎌田十右衛門を裏切った一族の末裔としている。
- 金田一逗留中の被害者・里村恭三を映画監督から考古学教授に変更している。
- 里村に妊娠させられた土井の恋人は千代の妹でもあり、里村は堕胎薬と称して毒薬を飲ませて殺害していた。
- 芸者・桃太郎が登場、金田一が気に入って付きまとい、調査先に現れていろいろと情報提供する。
- 土井が里村の首を運ぶ入れ物には、桃太郎の鬘の箱を盗んで利用していた。
- 鎌田十右衛門の末裔・鎌田玄蔵（原作の田口玄蔵）は幾代の「引き裂かれた恋人」で、道子は実は2人の娘である。
- 前年の事件は、出生の秘密を知った達夫が道子を殺そうとしたのを玄蔵が阻止しようとして殺害したものだった。
- 土井は道子の遺書を読んでいたため、秘密を守るため玄蔵が殺害し炭焼き小屋に埋めていた。
- 金田一が道子の出生の秘密を探ろうとすると玄蔵は産婆を殺害、金田一も自転車に細工して殺そうとする。
- 幾代が玄蔵の名を語って金田一を呼び出し玄蔵の猟銃で撃とうとするが、猟銃を持ち出されたことに気付いた玄蔵が制止しようとして揉み合いになり、玄蔵が腹部に弾を受ける。
- 玄蔵は傷を負ったまま滝に投身自殺、幾代も後を追おうとするが金田一が制止、玄蔵が啓一のことを頼むと言い残していたこともあり思い留まる。

キャスト
- 金田一耕助 - 古谷一行
- 蓮池幾代 - 久保菜穂子
- 蓮池道子 - 沢亜樹
- 蓮池達夫 - 小林芳宏
- 鎌田玄蔵 - 夏木勲
- 芸者桃太郎 - 西川峰子
- 里村恭三 - 西沢利明
- 土井 - 加納竜
- 日和警部 - ハナ肇

スタッフ
- 企画 - 大下晴義、樋口祐三
- プロデューサー - 徳田良雄、金川克斗志
- 脚本 - 中村努
- 音楽 - 渡辺岳夫
- 撮影 - 渡辺貢
- 照明 - 美間博
- 美術 - 太田誠一
- 録音 - 大谷巌
- 編集 - 山田弘
- 製作協力 - 映像京都、かとう企画
- 企画協力 - 角川春樹事務所
- 監督 - 田中徳三
- 製作 - 東阪企画、TBS